# Mila Kupfer-Berger

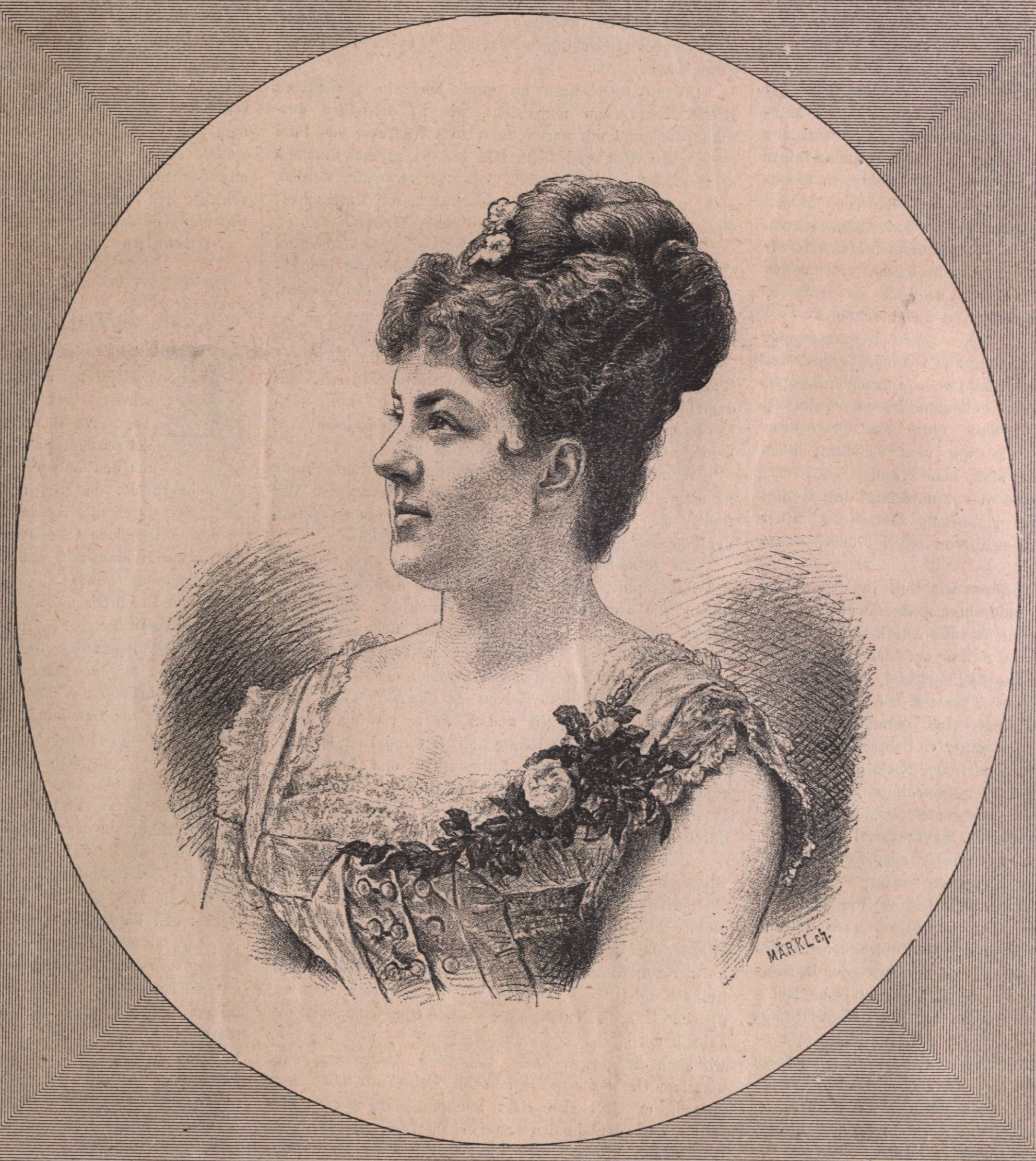
Mila Kupfer-Berger im Jahre 1880

Mila Kupfer-Berger, geborene Ludmilla Berger (* 6. September 1852 in Wien; † 12. Mai 1905 in Neuwaldegg) war eine österreichische Opernsängerin (dramatischer Sopran) und Gesangspädagogin.

## Leben
Ludmilla Berger, von frühester Kindheit an Mila genannt, entdeckte schon in früher Kindheit ihre Liebe für die klassische Musik. Die Eltern, der Vater war Fabrikant, förderten ihre talentierte Tochter, die sehr gut Klavier und Geige spielte; auch durfte das Mädchen in jungen Jahren private Gesangsstunden nehmen.
Ihre Bühnenlaufbahn begann Mila Berger mit 18 Jahren. Sie debütierte am Stadttheater von Linz/Donau als Marguerite (Margarete) in der Oper Faust von Charles Gounod. Dies war der Anfang einer kometenhaften Karriere, die sie noch im gleichen Jahr (1871) an die Berliner Hofoper führte, an der sie vier Jahre wirkte.
1875 gab die Künstlerin ein Gastspiel an der Wiener Hofoper. Der Erfolg war enorm und sie wurde von der Stelle weg an das Opernhaus engagiert. Die Sopranistin war zehn Jahre der frenetisch gefeierte Liebling der Wiener Opernfreunde (und weit darüber hinaus). Man bewunderte die musikalische Schönheit und technisch brillant geführte Stimme ebenso ihr darstellerisches Talent.
Trotz ihres glänzenden Erfolges verließ die Sängerin Wien. Nachfolgend sang sie mit nicht minder triumphalem Erfolg an allen großen Opernbühnen Italiens, in Mailand, Rom, Venedig, Florenz, Turin, Neapel. Ferner gab sie Gastspiele am Liceotheater in Barcelona, am Realetheater in Madrid, am Drury-Lane-Theater in London, in Prag, am Colontheater in Buenos Aires, am Don-Pedro-Theater in Rio de Janeiro u. a. großen europäischen und außereuropäischen Städten.
1897 zog sich die Künstlerin, die mit dem Kaufmann Ernst Kupfer verheiratet war, von der aktiven Bühnenlaufbahn zurück. Sie war aber weiterhin als Liedsängerin von höchstem Rang tätig. In ihrer Geburtsstadt gab die Sopranistin bis zu ihrem Tod Gesangsunterricht.
Der bedeutende Porträt-, Historien- und Genremaler Franz Xaver Gaul hat zu ihrem Erfolg wesentlich beigetragen.

## Rollenrepertoire (Auswahl)
- Agathe (Der Freischütz)
- Rezia (Oberon)
- Euryanthe von Savoyen (Euryanthe)
- Elsa (Lohengrin)
- Fricka (Der Ring des Nibelungen)
- Elisabeth (Tannhäuser)
- Senta (Der Fliegende Holländer)
- Susanne (Die Hochzeit des Figaro)
- Valentine (Die Hugenotten)
- Marie (Zar und Zimmermann)
- Aida  (Aida)